# Monasticismo cristão na Etiópia

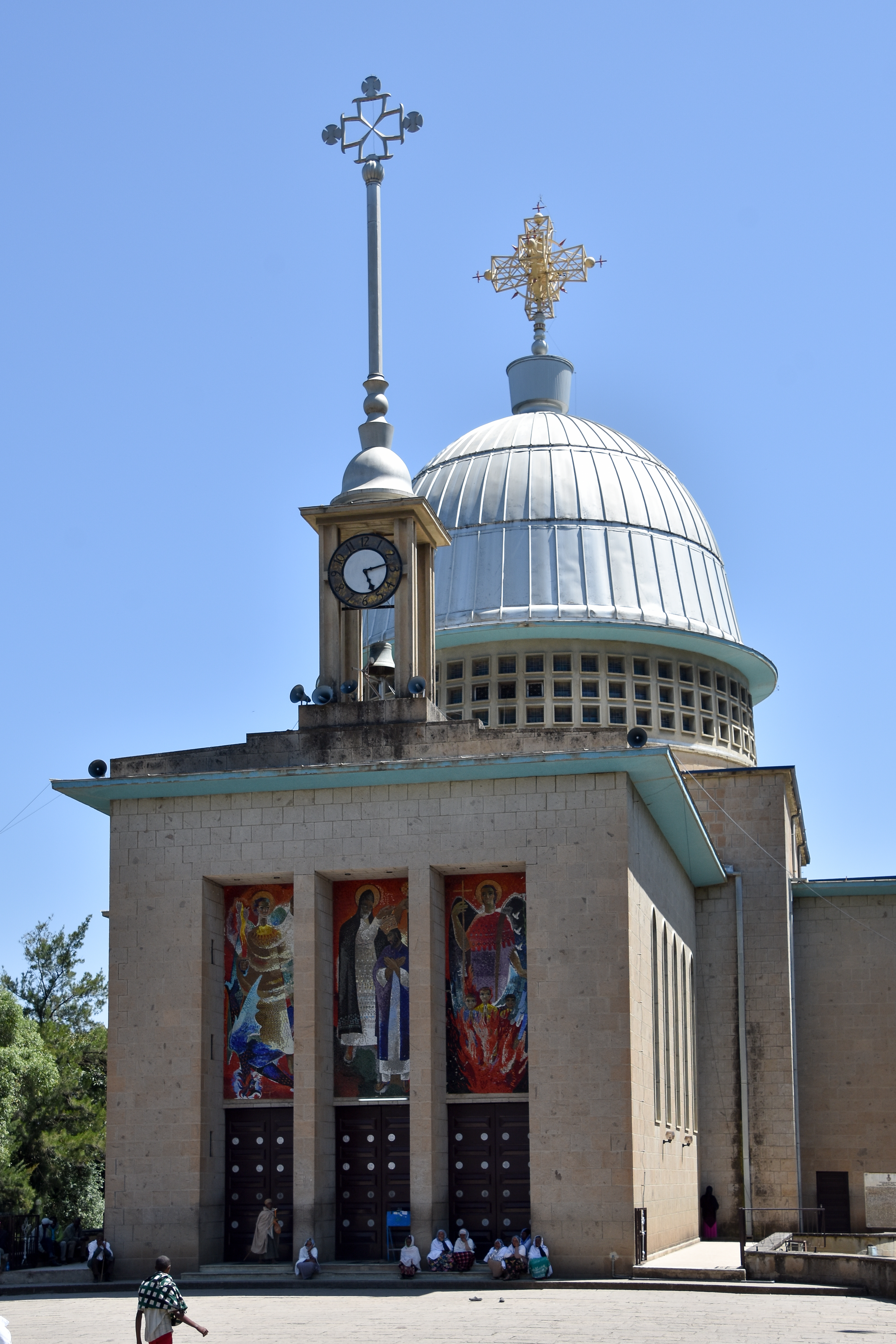
Mosteiro Debre Lebanos está localizado na Zona Shewa Norte da Região de Oromia.

O Monasticismo cristão na Etiópia é praticado desde a era axumita, no século VI d.C. Os Nove Santos, que vieram do Império Bizantino, desempenharam um papel crucial no desenvolvimento do monasticismo na Etiópia, que continuou durante os períodos Zagué e Salomônico.
Debre Lebanos e Debre Damo são os mosteiros mais famosos da Etiópia. Os mosteiros costumam ter os títulos de Debre ("igreja") e Gedam ("mosteiro").

## Visão geral
Como os tabots são associados aos anjos, os monges etíopes são considerados mensageiros de Deus. Isso transcende o conceito anterior de theosis e é interpretado como uma forma de transformação física. Os monges geralmente representam a maior proporção do clero etíope, cujo "número total foi estimado em 10% a 20% da população. Os homens constituem 80% dos monges na Etiópia. Há também um número substancial de freiras em cada mosteiro.

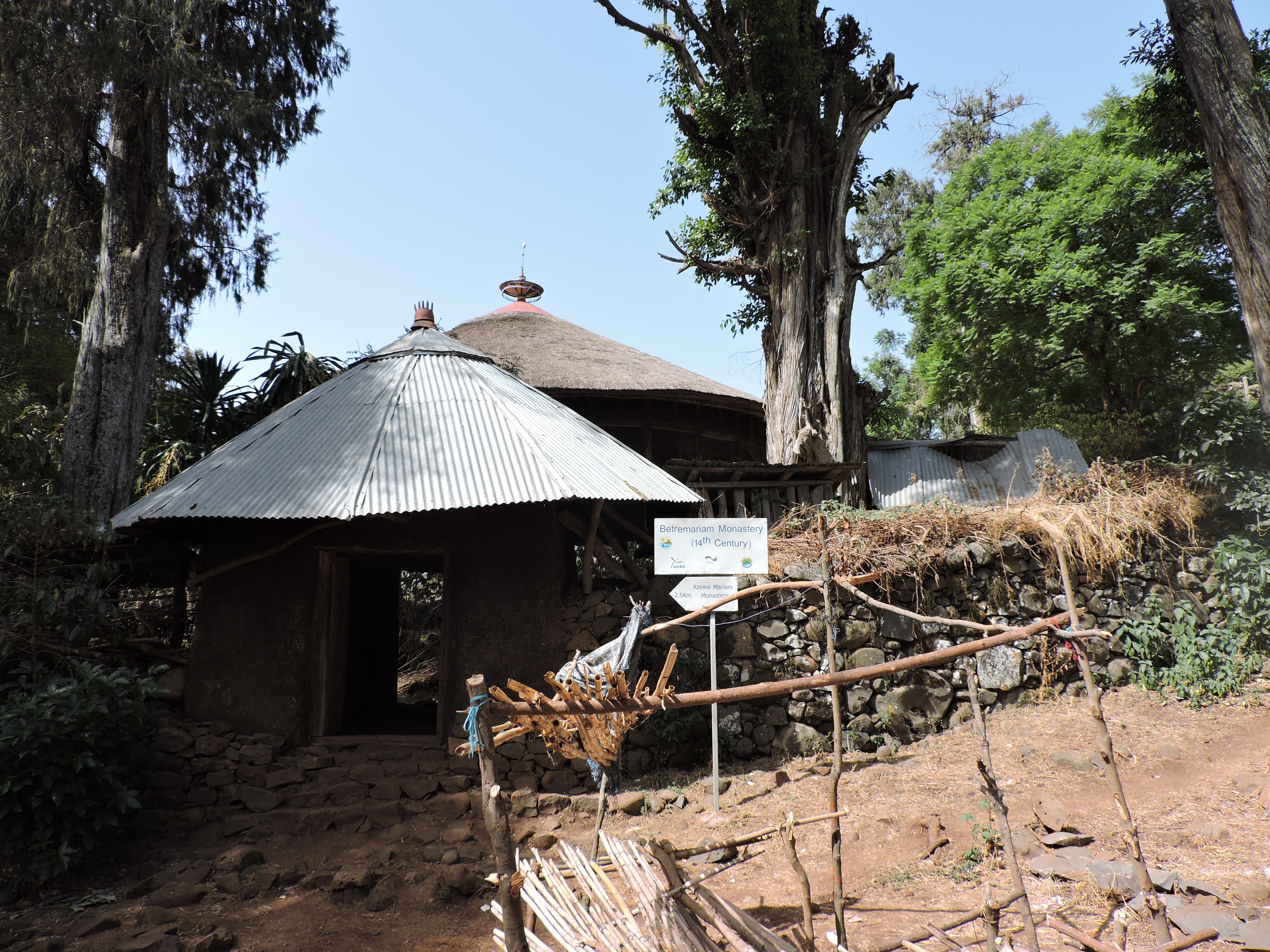
Mosteiro de Betremariam, no Lago Tana.

Os mosteiros na Etiópia geralmente não são construídos dentro de uma estrutura fechada ou fortificada. A maioria está localizada em regiões montanhosas. Exemplos de tais mosteiros incluem Debre Damo, Debre Lebanos e mosteiros ao redor das ilhas do Lago Tana. É difícil distinguir os mosteiros etíopes de locais cenobíticos (comunais) "limitados" obviamente maiores, como Debre Damo e Debre Lebanon. Em geral, as igrejas etíopes são atribuídas a mosteiros porque estão associadas ao nome "Debre" ou "Gedam" e pertencem a uma comunidade de monges e freiras.
Em Adis Abeba, os cristãos ortodoxos apoiam a promoção da religião na mídia, mas é debatido como promover corretamente o ascetismo, a humildade e a atenção a Deus, evitando o orgulho.

## Contexto histórico

### Reino de Axum

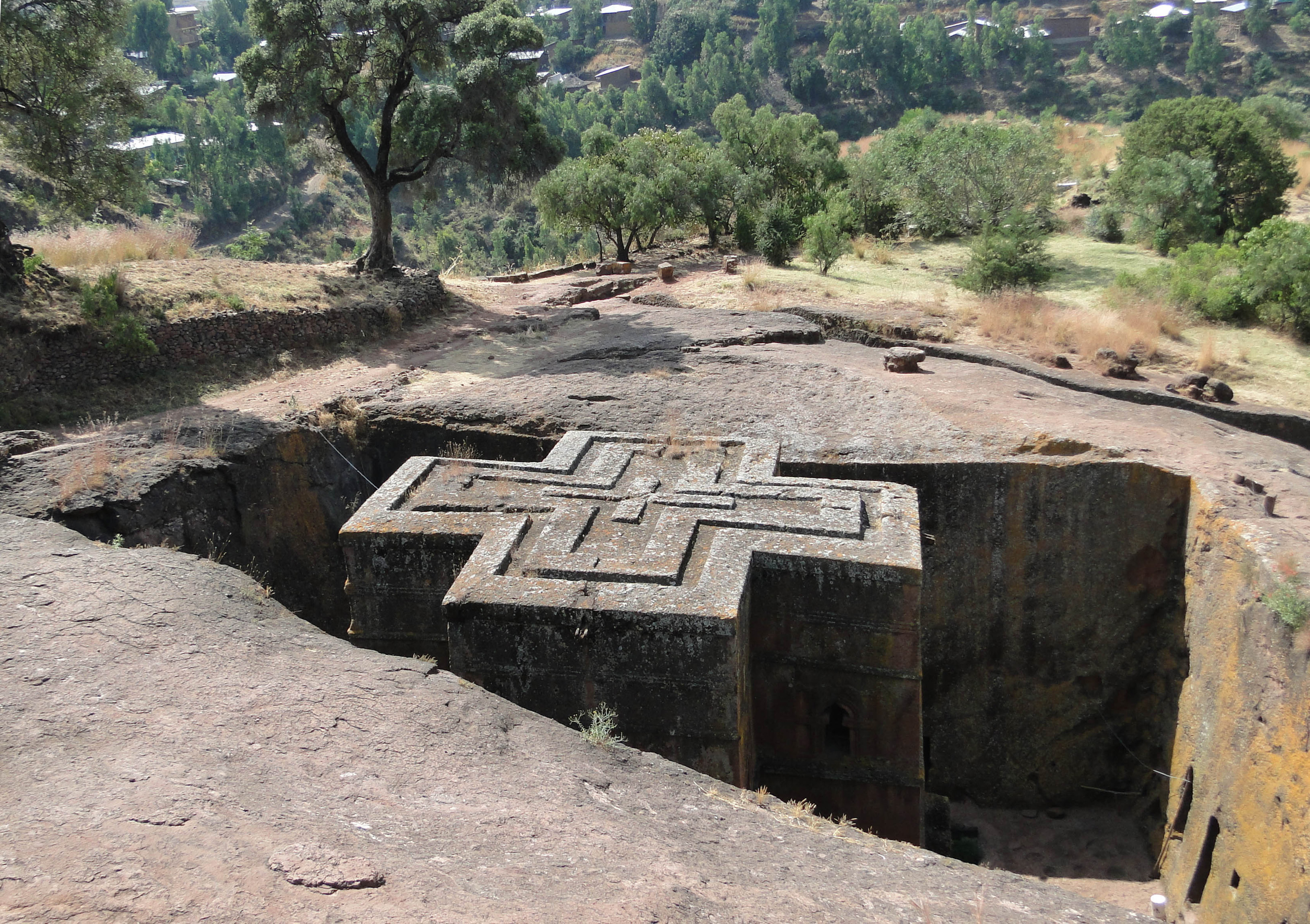
Igreja escavada na rocha de Bete Giyorgis em Lalibela.

Os mosteiros etíopes desempenharam papéis socioculturais e econômicos vitais na sociedade cristã nas Terras Altas da Etiópia. O conceito de monasticismo cristão remonta ao Reino de Axum, que foi fundado por um grupo de missionários chamados Nove Santos, por volta do século VI d.C. O monasticismo etíope inicial era semelhante ao de regiões adjacentes, como Egito, Núbia e Levante. Como no Egito, é improvável que o mosteiro da Etiópia tenha desempenhado um papel ativo na cristianização da população local.
De acordo com os registros históricos tradicionais, o Cristianismo chegou ao Império Axumita durante o reinado do rei Ezana em 330, embora os relatos tradicionais difiram da introdução do Cristianismo no período da Igreja primitiva. O Cristianismo persistiu durante a Alta Idade Média e muitos grandes edifícios de igrejas foram construídos na província do norte da Etiópia, seguidos por uma rápida mudança na cultura material (por exemplo, cunhagem, tradição funerária).
O Cristianismo também sobreviveu ao declínio do Reino de Axum no século VII e continuou até a Idade das Trevas, quando os registros escritos sobrepujaram as fontes externas. A queda de Axum se deve a duas razões principais: a primeira é o anonimato de seus governantes e seu tamanho e status devido a uma estrutura descentralizada. A História dos Patriarcas de Alexandria é o melhor exemplo dessa razão, e a segunda é que a maioria dos relatos veio de escritores árabes, muitas vezes viajantes, e escreveram muitas informações sobre o status econômico do período.

### Dinastia Zagué
A dinastia Zagué, que sucedeu a dinastia Axumita, revigorou a cristandade após fundar sua capital, Roha, no século XII e mais tarde renomeou Lalibela em homenagem ao rei homônimo de mesmo nome. Durante o reinado de Gebre Meskel Lalibela, onze igrejas escavadas na rocha foram construídas dentro da cidade, e igrejas também foram construídas em cavernas no campo ao redor de Lalibela.
No entanto, os registros históricos, mesmo neste período, tornaram-se mais obscuros do que Axum. As Gadlat (hagiografias) foram a principal fonte de descrições de reis e santos notáveis e foram escritas mais tarde do que os eventos reais que eles descreveram, embora a história oral difira no que diz respeito aos trabalhos arqueológicos em Lalibela.

### Período salomônico
O mosteiro tornou-se a essência da vida em papel social e econômico durante o período salomônico desde a ascensão de Iecuno-Amelaque (r. 1270–1285), fornecendo líderes religiosos carismáticos como Abune Tacla Haimanote (1215–1313) e Jesus Moa (1214–1294). Os mosteiros atraíram o patrocínio real e se tornaram importantes centros de riqueza dentro da elite política, onde o poder secular foi investido no Imperador da Etiópia e sua corte, bem como no sistema feudal.
Até a Revolução Etíope em 1974, o monasticismo era importante para a economia e a agricultura das terras altas, que utilizavam o sistema gult. Após a abolição da monarquia em 1975, os mosteiros foram nacionalizados durante o regime Dergue, o que diminuiu seu poder.